# Mikroregion Jižní Haná
Mikroregion Jižní Haná je svazek obcí v okresu Kroměříž a okresu Zlín, jeho sídlem je Tlumačov a jeho cílem je spolupráce členských obcí s regionálními agenturami na mikroregionálních projektecha spolupráce v oblasti kultury a sportu. Sdružuje celkem 4 obce a byl založen v roce 2000.

## Obce sdružené v mikroregionu
- Hulín
- Tlumačov
- Kvasice
- Chropyně